# Лёченлюке

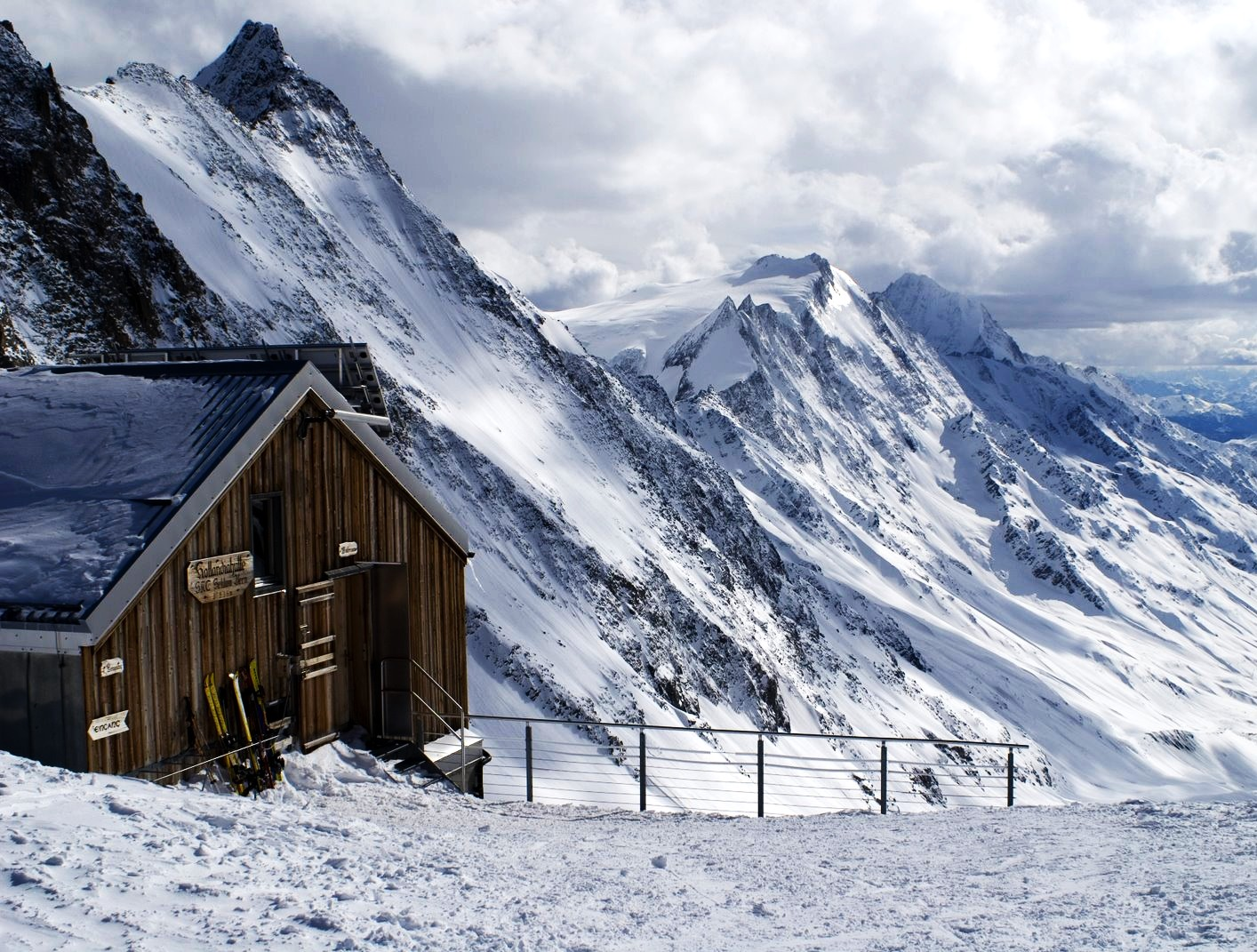
Горный приют Холландиахютте на перевале Лёченлюке

Лёченлю́ке (нем. Lötschenlücke) — высокогорный перевал в Бернских Альпах, кантон Вале, Швейцария. Его высота — 3 173 метра над уровнем моря. Он ведёт из долины Лёченталь (нем. Lötschental) на Большой Алечский ледник (нем. Grosser Aletschgletscher).
Перевал расположен в хребте между вершинами Миттагхорн (нем. Mittaghorn, 3 892 м) с севера и Саттельхорн (нем. Sattelhorn, 3 745 м) с юга. Перевал соединяет ледники Ланг (нем. Langgletscher) (на западе) и Большой Алечфирн (нем. Grosser Aletschfirn) (на востоке).
Над седловиной перевала на отроге Миттагхорна на высоте 3 240 метров над уровнем моря расположен горный приют Холландиахютте (нем. Hollandiahütte).